# Claudio Sala
Claudio Sala (Macherio, 8 settembre 1947) è un allenatore di calcio ed ex calciatore italiano, di ruolo centrocampista.

## Caratteristiche tecniche

### Giocatore
Praticamente ambidestro, dribblava su entrambe le fasce laterali e calciava cross molto precisi con entrambi i piedi. Nella sua carriera ha agito in diverse posizioni, tra cui quelle di trequartista e di ala destra.

## Carriera

### Giocatore

#### Club

Sala capitano del Torino nella stagione 1974-1975

Cresciuto nel Monza, fa il suo esordio con la prima squadra, in Serie C, nella stagione 1965-1966, e la stagione successiva ottiene la promozione con i brianzoli in Serie B. Il Napoli lo acquista per 125 milioni di lire, lasciandolo in prestito ancora un anno in Lombardia: qui gioca un anno tra i cadetti. Arriva dunque a Napoli nel 1968.
Esordisce in Serie A con la maglia azzurra il successivo 29 settembre in Napoli-Verona (1-1), sostituendo a gara iniziata Harald Nielsen. L'allenatore Giuseppe Chiappella lo schiera più volte fra i titolari, utilizzandolo prima come jolly d'attacco, e affidandogli poi il ruolo di fantasista e la maglia numero 10, dopo l'addio al calcio di Omar Sívori a metà campionato. Il bottino finale di Sala con il club campano sarà di 23 presenze e 2 reti in campionato, 4 presenze e 1 rete (gol vittoria al Leeds Utd campione in carica) in Coppa delle Fiere, 4 presenze e 1 rete in Coppa delle Alpi, e 2 presenze senza reti in Coppa Italia.
Dopo un anno, infatti, il Napoli lo cede al Torino per la somma di 470 milioni. Con i piemontesi vince la Coppa Italia 1970-1971, quindi nel 1975 il nuovo mister granata, Luigi Radice, lo schiera sulla fascia destra, come tornante. A fine annata vince lo scudetto, il primo per il club dalla tragedia di Superga, e per un solo punto in classifica non sfiora il bis tricolore l'anno successivo, in cui partecipa alla Coppa dei Campioni, in cui segna 2 gol che ne fanno il migliore marcatore granata in questa competizione. Fondamentali, in questi anni, sono i suoi assist per i gemelli del gol Paolo Pulici e Francesco Graziani.
Nel 1980, a 33 anni, e dopo undici stagioni a Torino che ne fanno tuttora il quarto come numero di presenze nella storia granata, si trasferisce in Serie B al Genoa. Coi rossoblù ottiene la promozione in Serie A, dove giocherà l'ultima gara della carriera nel 1982. In massima serie totalizza 323 partite e 27 gol.

#### Nazionale
Con la maglia della nazionale italiana ha disputato 18 partite, partecipando al campionato del mondo 1978 in Argentina chiuso dagli azzurri al quarto posto.

## Statistiche

### Presenze e reti nei club
| Stagione        | Squadra         | Campionato      | Campionato | Campionato |
| Stagione        | Squadra         | Comp            | Pres       | Reti       |
| --------------- | --------------- | --------------- | ---------- | ---------- |
| 1965-1966       | Monza           | B               | 3          | 0          |
| 1966-1967       | Monza           | C               | 34+1       | 13         |
| 1967-1968       | Monza           | B               | 37         | 11         |
| Totale Monza    | Totale Monza    | Totale Monza    | 74+1       | 24         |
| 1968-1969       | Napoli          | A               | 24         | 2          |
| 1969-1970       | Torino          | A               | 30         | 0          |
| 1970-1971       | Torino          | A               | 28         | 4          |
| 1971-1972       | Torino          | A               | 30         | 7          |
| 1972-1973       | Torino          | A               | 18         | 4          |
| 1973-1974       | Torino          | A               | 22         | 1          |
| 1974-1975       | Torino          | A               | 29         | 2          |
| 1975-1976       | Torino          | A               | 29         | 1          |
| 1976-1977       | Torino          | A               | 25         | 2          |
| 1977-1978       | Torino          | A               | 29         | 0          |
| 1978-1979       | Torino          | A               | 22         | 1          |
| 1979-1980       | Torino          | A               | 24         | 3          |
| Totale Torino   | Totale Torino   | Totale Torino   | 286        | 25         |
| 1980-1981       | Genoa           | B               | 27         | 0          |
| 1981-1982       | Genoa           | A               | 14         | 0          |
| Totale Genoa    | Totale Genoa    | Totale Genoa    | 41         | 0          |
| Totale carriera | Totale carriera | Totale carriera | 425+1      | 51         |

### Cronologia presenze e reti in nazionale
| Cronologia completa delle presenze e delle reti in nazionale ― Italia | Cronologia completa delle presenze e delle reti in nazionale ― Italia | Cronologia completa delle presenze e delle reti in nazionale ― Italia | Cronologia completa delle presenze e delle reti in nazionale ― Italia | Cronologia completa delle presenze e delle reti in nazionale ― Italia | Cronologia completa delle presenze e delle reti in nazionale ― Italia | Cronologia completa delle presenze e delle reti in nazionale ― Italia | Cronologia completa delle presenze e delle reti in nazionale ― Italia |
| Data                                                                  | Città                                                                 | In casa                                                               | Risultato                                                             | Ospiti                                                                | Competizione                                                          | Reti                                                                  | Note                                                                  |
| --------------------------------------------------------------------- | --------------------------------------------------------------------- | --------------------------------------------------------------------- | --------------------------------------------------------------------- | --------------------------------------------------------------------- | --------------------------------------------------------------------- | --------------------------------------------------------------------- | --------------------------------------------------------------------- |
| 20-11-1971                                                            | Roma                                                                  | Italia                                                                | 2 – 2                                                                 | Austria                                                               | Qual. Euro 1972                                                       | -                                                                     | 65’                                                                   |
| 4-3-1972                                                              | Atene                                                                 | Grecia                                                                | 2 – 1                                                                 | Italia                                                                | Amichevole                                                            | -                                                                     |                                                                       |
| 31-3-1973                                                             | Genova                                                                | Italia                                                                | 5 – 0                                                                 | Lussemburgo                                                           | Qual. Mondiali 1974                                                   | -                                                                     | 83’                                                                   |
| 23-5-1976                                                             | Washington                                                            | Stati Uniti League XI                                                 | 0 – 4                                                                 | Italia                                                                | Torneo del Bicentenario                                               | -                                                                     | 67’                                                                   |
| 28-5-1976                                                             | New York                                                              | Inghilterra                                                           | 3 – 2                                                                 | Italia                                                                | Torneo del Bicentenario                                               | -                                                                     | 57’                                                                   |
| 31-5-1976                                                             | New Haven                                                             | Brasile                                                               | 4 – 1                                                                 | Italia                                                                | Torneo del Bicentenario                                               | -                                                                     | 62’                                                                   |
| 22-9-1976                                                             | Copenaghen                                                            | Danimarca                                                             | 0 – 1                                                                 | Italia                                                                | Amichevole                                                            | -                                                                     |                                                                       |
| 22-12-1976                                                            | Lisbona                                                               | Portogallo                                                            | 2 – 1                                                                 | Italia                                                                | Amichevole                                                            | -                                                                     | 59’                                                                   |
| 26-1-1977                                                             | Roma                                                                  | Italia                                                                | 2 – 1                                                                 | Belgio                                                                | Amichevole                                                            | -                                                                     | 58’                                                                   |
| 8-6-1977                                                              | Helsinki                                                              | Finlandia                                                             | 0 – 3                                                                 | Italia                                                                | Qual. Mondiali 1978                                                   | -                                                                     | 46’                                                                   |
| 8-10-1977                                                             | Berlino Ovest                                                         | Germania Ovest                                                        | 2 – 1                                                                 | Italia                                                                | Amichevole                                                            | -                                                                     | 67’                                                                   |
| 16-11-1977                                                            | Londra                                                                | Inghilterra                                                           | 2 – 0                                                                 | Italia                                                                | Qual. Mondiali 1978                                                   | -                                                                     | 46’                                                                   |
| 21-12-1977                                                            | Liegi                                                                 | Belgio                                                                | 0 – 1                                                                 | Italia                                                                | Amichevole                                                            | -                                                                     |                                                                       |
| 25-1-1978                                                             | Madrid                                                                | Spagna                                                                | 2 – 1                                                                 | Italia                                                                | Amichevole                                                            | -                                                                     |                                                                       |
| 8-2-1978                                                              | Napoli                                                                | Italia                                                                | 2 – 2                                                                 | Francia                                                               | Amichevole                                                            | -                                                                     |                                                                       |
| 21-6-1978                                                             | Buenos Aires                                                          | Paesi Bassi                                                           | 2 – 1                                                                 | Italia                                                                | Mondiali 1978 - 2º turno                                              | -                                                                     | 46’                                                                   |
| 24-6-1978                                                             | Buenos Aires                                                          | Brasile                                                               | 2 – 1                                                                 | Italia                                                                | Mondiali 1978 - Finale 3º-4º posto                                    | -                                                                     | 78’ · 4º posto                                                        |
| 8-11-1978                                                             | Bratislava                                                            | Cecoslovacchia                                                        | 3 – 0                                                                 | Italia                                                                | Amichevole                                                            | -                                                                     | 72’                                                                   |
| Totale                                                                |                                                                       | Presenze                                                              | 18                                                                    |                                                                       | Reti                                                                  | 0                                                                     |                                                                       |

### Statistiche da allenatore
| Stagione            | Squadra         | Campionato      | Campionato | Campionato | Campionato | Campionato | Coppe nazionali | Coppe nazionali | Coppe nazionali | Coppe nazionali | Coppe nazionali | Coppe continentali | Coppe continentali | Coppe continentali | Coppe continentali | Coppe continentali | Altre coppe | Altre coppe | Altre coppe | Altre coppe | Altre coppe | Totale | Totale | Totale | Totale | % Vittorie |
| Stagione            | Squadra         | Comp            | G          | V          | N          | P          | Comp            | G               | V               | N               | P               | Comp               | G                  | V                  | N                  | P                  | Comp        | G           | V           | N           | P           | G      | V      | N      | P      | %          |
| ------------------- | --------------- | --------------- | ---------- | ---------- | ---------- | ---------- | --------------- | --------------- | --------------- | --------------- | --------------- | ------------------ | ------------------ | ------------------ | ------------------ | ------------------ | ----------- | ----------- | ----------- | ----------- | ----------- | ------ | ------ | ------ | ------ | ---------- |
| dic. 1988-mag. 1989 | Torino          | A               | 20         | 4          | 7          | 9          | CI              | 0               | 0               | 0               | 0               | -                  | -                  | -                  | -                  | -                  | -           | -           | -           | -           | -           | 20     | 4      | 7      | 9      | 20,00      |
| 1990-1991           | Catanzaro       | C1              | 20         | 5          | 8          | 7          | CI+CI-C         | 2+3             | 0+1             | 0+1             | 2+1             | -                  | -                  | -                  | -                  | -                  | -           | -           | -           | -           | -           | 25     | 6      | 9      | 10     | 24,00      |
| mar.-apr. 2001      | Moncalieri      | C2              | 5          | 0          | 2          | 3          | CI-C            | 0               | 0               | 0               | 0               | -                  | -                  | -                  | -                  | -                  | -           | -           | -           | -           | -           | 5      | 0      | 2      | 3      | &0,00      |
| Totale carriera     | Totale carriera | Totale carriera | 45         | 9          | 17         | 19         |                 | 5               | 1               | 1               | 3               |                    | -                  | -                  | -                  | -                  |             | -           | -           | -           | -           | 50     | 10     | 18     | 22     | 20,00      |

## Palmarès

### Giocatore

#### Club
- Campionato italiano Serie C: 1

Monza: 1966-1967 (Girone A)
- Coppa Italia: 1

Torino: 1970-1971
- Campionato italiano: 1

Torino: 1975-1976

#### Individuale
- Guerin d'oro: 2

1976, 1977

## Riconoscimenti
Il Genoa lo ha inserito nella sua Hall of Fame; decisione analoga stabilita anche dal Monza.